# Ossago Lodigiano
Ossago Lodigiano est une commune italienne de la province de Lodi, dans la région Lombardie.

## Administration
| Période                                  | Période | Identité | Étiquette | Qualité |
| ---------------------------------------- | ------- | -------- | --------- | ------- |
|                                          |         |          |           |         |
| Les données manquantes sont à compléter. |         |          |           |         |

### Communes limitrophes
Cavenago d'Adda, San Martino in Strada, Massalengo, Mairago, Villanova del Sillaro, Brembio, Borghetto Lodigiano